# Spirostyliferina lizardensis
Spirostyliferina lizardensis là một loài ốc biển, là động vật thân mềm chân bụng sống ở biển thuộc họ Litiopidae.